# PACS (並列計算機)
PACS（Processor Array for Continuum Simulation, パックス）及びPAXは、1977年、当時京都大学原子力研究所助教授であった星野力に、その頃普及し始めたマイクロプロセッサを使ったアレイ型計算機の構築提案を日立製作所の川合敏雄が行ったことがきっかけで開発が始まった、並列計算機である。

## 概要
当初の目的は、原子炉の炉心内における核熱水力現象をシミュレートする炉心シミュレータの開発にあった。このような処理は既存の一般的な汎用機でも可能であったが、開発主担当であった星野の回想によれば、ILLIAC IVのような並列計算機を作ってみたいという夢から始まったものである。
具体的には、内部バスをそのままプロセッサ間通信用共有メモリへ接続し、自然の近接作用をそのままプロセッサ・アレイ上に投影する直接写像処理方式が、PACSの哲学であった。これはフォン・ノイマン・ボトルネックを解消するための最善の方法と考えられている。現在でも、いかにして内部バス幅を拡大し、メモリ-CPU間の通信帯域幅を保持するかという点について、継続して研究開発が進められている。
PACSシリーズそのものは、完全な専用計算機でなく、多目的汎用計算機となった。名称から推察できるように、連続体 (Continuum) のシミュレーションを主な応用とするが、隣接するCPU間をトーラス型トポロジーで繋ぐ隣接結合2次元トーラス型アーキテクチャを採用し、それ以外のアプリケーションにおいても高い性能を発揮した。近接作用を重視するアーキテクチャは、IBMのBlue Geneシリーズ等でも用いられている。

## 歴史
表 PACSシリーズの系譜
| 製作年 | 名称                       | 理論演算性能 | CPU数                         | CPU/FPU                                     | 使用OS                             | 提供ベンダ            | 仕様作成元                                            | 研究補助                      | 備考 |
| ------ | -------------------------- | ------------ | ----------------------------- | ------------------------------------------- | ---------------------------------- | --------------------- | ----------------------------------------------------- | ----------------------------- | --- |
| 1978年 | PACS-9                     | 7KFLOPS      | 9                             | MC6800                                      | －                                 |                       | 京都大学 原子エネルギー研究所                         | 校費                          | 最初の試作機。ラッピング等で製作。 |
| 1980年 | PAX-32                     | 0.5MFLOPS    | 32                            | MC6800/AM9511                               | －                                 |                       | 京都大学 原子エネルギー研究所                         | 校費                          | 32台のマイクロプロセッサを搭載した最初の実用機。 |
| 1983年 | PAX-128                    | 4MFLOPS      | 128                           | MC68B00/AM9511-4                            | －                                 |                       | 筑波大学 第3学群 星野研究室                           | 校費・科研費                  | PACS-32のクロックを2倍に、台数を4倍にしたマシン。 |
| 1984年 | PAX-32J                    | 3MFLOPS      | 32                            | DCJ-11                                      | －                                 | 三井造船              | 筑波大学 第3学群 星野研究室                           | 科研費                        | 製品型。慶應義塾大学と筑波大学での並列プログラミング研究に生かされた。新技術開発事業団の委託で三井造船が開発した商用機「MiPAX」は慶應義塾大学等に納入された。 |
| 1989年 | QCDPAX                     | 14GFLOPS     | 480                           | MC68020/L64133                              | －                                 | アンリツ              | 筑波大学 計算物理学研究センター                       | 文部科学省 科研費（特別推進） | 量子色力学専用計算機として開発。特に、格子量子力学計算に成果を残す。FPUとしてLSIロジックのDSP(L64133)を使用。                                                 |
| 1996年 | CP-PACS                    | 614GFLOPS    | 2048                          | HARP-1E（PA-RISC ISA + PVP-SW）             | mach3.0カーネル+OSF/1(HI-UXベース) | 日立製作所            | 筑波大学 計算物理学研究センター                       | 文部科学省 研究助成費         | CPは、Computational Physicsの略。TOP500において世界最高性能を記録（1996年11月）。商用機「SR2201」はRWCP, 東京大学等に納入された。                             |
| 2006年 | PACS-CS                    | 14.3TFLOPS   | 2560                          | Xeon                                        | Linux/SCore                        | 日立製作所 NEC 富士通 | 筑波大学計算科学研究センター                          | 文部科学省 研究助成費         | CSは、Computational Sciencesの略。 ハイパークロスバー結合によるXeonクラスター。                                                                               |
| 2012年 | HA-PACS (ベースクラスタ部) | 802TFLOPS    | CPU 536 (4288コア) / GPU 1072 | Intel SandyBridge-EP / NVIDIA Tesla M2090   |                                    |                       | 筑波大学計算科学研究センター                          |                               | HAは、Highly Acceleratedの略。 |
| 2013年 | HA-PACS/TCA                | 364TFLOPS    | CPU 128 (1280コア) / GPU 256  | Intel IvyBridge-EP / NVIDIA Tesla K20X      |                                    |                       | 筑波大学計算科学研究センター                          |                               | TCAは、Tightly Coupled Acceleratorsの略で、GPU同士を直結させる機構。HA-PACSベースクラスタ部に併設。                                                           |
| 2014年 | COMA (PACS-IX)             | 1001TFLOPS   | CPU 786 (7680コア) / MIC 768  | Intel Xeon E5 2670v2 / Intel Xeon Phi 7110P | CentOS                             |                       | 筑波大学計算科学研究センター                          |                               | T2K-Tsukubaの後継として、HA-PACSと並行して運用。 |
| 2017年 | Oakforest-PACS             | 25PFLOPS     | CPU 8208 (558144コア)         | Intel Xeon Phi 7250                         | CentOS7 + McKernel                 |                       | 筑波大学計算科学研究センター 東京大学情報基盤センター |                               | |

PACSシリーズは、ユーザオリエンテッドな並列ソフトウエア研究開発の流れを作ったマシンとして、現在QCDPAXとCP-PACS、資料、日誌が国立科学博物館に収蔵されている。